# Házi pirók
A házi pirók (Haemorhous mexicanus) a madarak osztályának verébalakúak (Passeriformes) rendjébe és a pintyfélék (Fringillidae) családjába tartozó faj.

## Rendszerezése
A fajt Philipp Ludwig Statius Muller német zoológus írta le 1776-ban, a Fringilla nembe Fringilla mexicana néven. Sorolták a Carpodacus nembe Carpodacus mexicanus néven is.

## Alfajai
- Haemorhous mexicanus frontalis - Kanada délkeleti része, az Amerikai Egyesült Államok és Mexikó északnyugati része
- Haemorhous mexicanus clementis - San Clemente sziget (Kalifornia délnyugati partvidéke mellett) és a Los Coronados sziget (Mexikó északnyugati partvidéke mellett)
- Haemorhous mexicanus mcgregori - San Benito sziget (Mexikó északnyugati partvidéke mellett)
- Haemorhous mexicanus amplus - Guadalupe sziget (Mexikó északnyugati partvidéke mellett)
- Haemorhous mexicanus ruberrimus - Déli-Alsó-Kalifornia állam
- Haemorhous mexicanus rhodopnus - Sinaloa állam középső része
- Haemorhous mexicanus  coccineus  - Mexikó délnyugati része
- Haemorhous mexicanus potosinus - Közép-Mexikó északi része
- Haemorhous mexicanus centralis - Közép-Mexikó középső része
- Haemorhous mexicanus mexicanus - Közép-Mexikó déli része
- Haemorhous mexicanus roseipectus - Oaxaca állam
- Haemorhous mexicanus griscomi - Guerrero állam

## Előfordulása
Kanada, az Amerikai Egyesült Államok és Mexikó területén honos. Betelepítették a Hawaii szigetekre is. Természetes élőhelyei a szubtrópusi vagy trópusi füves puszták és cserjések, valamint ültetvények, szántóföldek, vidéki kertek és városi régiók. Állandó, nem vonuló faj.

## Megjelenése
Testhossza 15 centiméter, szárnyfesztávolsága 20–25 centiméter, testtömege 16–27 gramm. A nemek eltérőek, a hím melle és feje vörös, a tojó barnásabb színezetű.
|  |  |

## Életmódja
Urbanizált környezetben keresgéli magokból és gyümölcsökből álló táplálékát.

## Szaporodása
Épületekre, bokrokra rakja fűből készült fészkét. Fészekalja 2-6 tojásból áll.
|  |

## Természetvédelmi helyzete
Az elterjedési területe rendkívül nagy, egyedszáma pedig növekszik. A Természetvédelmi Világszövetség Vörös listáján nem fenyegetett fajként szerepel.